# NGC 174
NGC 174 è una galassia a spirale barrata situata nella costellazione dello Scultore. Prima delle osservazioni ottenute con la DECam nel corso dell'indagine Pan-STARRS, veniva ritenuta una galassia lenticolare.

## Descrizione
Presenta una larga riga a 21 cm dell'idrogeno neutro e racchiude al suo interno regioni di idrogeno ionizzato. 
Viene inoltre considerata una galassia di campo, vale a dire che è gravitazionalmente isolata e non appartiene né ad un ammasso, né ad un gruppo di galassie.

## Scoperta
NGC 174 è stata scoperta il 27 settembre 1834 dall'astronomo inglese John Herschel, che la descrisse come "debole, piccola, poco estesa, attorniata da molte stelle brillanti." Successive osservazioni mostrarono che la sua posizione corrisponde a quella di PGC 2206, tanto che attualmente i due oggetti sono considerati come un unico oggetto.
Quando John Louis Emil Dreyer la incluse nel New General Catalogue, utilizzò la descrizione datane da John Herschel.